# Harmukh
Harmukh (cũng được biết với tên là Haramukh) là tên một ngọn núi có độ cao lên đến 5,142 mét (16,870 feet). Ngọn núi này nằm ở huyện Ganderbal của bang Jammu và Kashmir, Ấn Độ. Núi Hamukh là một phần của dãy núi Himalaya và nằm ở giữa sông Sind (phía nam) với sông Neelum (phía bắc). Ngoài ra, hồ Gangabal cũng nằm ở gần đó trong vùng lân cận của thung lũng Kashmir. Ngọn núi này thường được leo từ mặt phía tây bắc của thị trấn Bandipore.
Mt Harmukh is a mountain with a peak elevation of 5,142 metres, in Ganderbal district of Jammu and Kashmir in India. Harmukh is part of the Himalaya Range and is located between Sind River in the south and Kishanganga River in the north, rising above Gangabal Lake in the vicinity of Kashmir valley. Wikipedia
Elevation: 5,142 m
Prominence: 1,462 m
Location: Ganderbal, Jammu and Kashmir, India
Mountain range: Himalayas
First ascent: 1899 by Dr Ernest Neve and Geoffrey Millais, United Kingdom
Easiest route: Erin, Bandipore

## Về địa lí
Hamukh Lưu trữ ngày 10 tháng 11 năm 2022 tại Wayback Machine nằm ở phía tây bắc của dãy núi Himalaya. Nó còn là ranh giới của dãy núi Karakoram (ở phía bắc) và thung lũng Kashmir (ở phía nam). Băng tan ra từ ngọn núi này đi xuống tạo thành hồ Gangabal, hồ nước này nằm ở phía đông bắc và góp phần đáng kể vào nguồn nước sạch của địa phương, cung cấp nước tưới tiêu cho các vùng nông nghiệp thông qua sông Sind.

## Lịch sử chinh phục
Vào năm 1856, ngọn núi này được leo lên lần đầu tiên bởi các thành viên của dự án "Đo đạc địa hình bằng phương pháp lượng giác" (tiếng Anh: Great Trigonometrical Survey) với người dẫn đầu là một nhà nghiên cứu người Anh Thomas Montgomerie. Ông đã bắt đầu việc nghiên cứu dãy núi Karakoram khoảng 210 km (130 dặm) về phía bắc và vẽ phác thảo 2 đỉnh núi nổi bật rồi kí hiệu chúng là K1 và K2. Về sau, nhiều người leo núi đã đặt chân lên ngọn núi này. Gần đây nhất là một nhóm người leo núi địa phương của nhóm "Alpine Adventurers" đã lên lên vào ngày 20 tháng 9 năm 2015. Đây là chuyên leo núi thành công đầu tiên ở mặt phía đông và mất khoảng gần 3 tuần để hoàn thành.

## Tuyến đường leo núi
Tuyến đường đơn giản nhất trong những tuyến đường khác là tuyến đường bắt đầu từ mặt tây bắc của thị trấn Bandipore. 47 km đầu tiên là có thể đi qua bằng xe mô tô, sau đó 18 km tiếp theo là thuộc vùng núi cao. Khi đi hết ta sẽ đến chân núi Hamukh. Ngoài ra còn có một đường khác đi từ làng Naranag đến chân núi ở tại hồ Gangabal, nhưng tuyến đường này ở đôi chỗ ta phải dẫn bộ.